# Hrvoje Kovačević
Hrvoje Kovačević (Našice, 25 gennaio 1986) è un ex cestista croato.

## Palmarès
- Campionato croato: 2

Cibona Zagabria: 2011-12, 2012-13
- Coppa di Croazia: 2

K.K. Zagabria: 2008
Cibona Zagabria: 2013